# بوثويلو دي أراغون
بلدية بوثويلو دي أراغون (بالإسبانية: Pozuelo de Aragón) هي بلدية تقع في مقاطعة سرقسطة التابعة لمنطقة أراغون شمال شرق إسبانيا.

## الديموغرافيا
بلغ عدد سكان بلدية بوثويلو دي أراغون 340 نسمة عام 2011 (وفقاً للمعهد الوطني الإسباني للإحصاء).
| 367 | 347 | 324 | 338 | 334 | 341 | 340 |